# Понятово (Журомінський повіт)
Понятово (пол. Poniatowo) — село в Польщі, у гміні Журомін Журомінського повіту Мазовецького воєводства.
Населення — 832 особи (2011).

## Демографія
Демографічна структура станом на 31 березня 2011 року:
|          | Загалом | Допрацездатний вік | Працездатний вік | Постпрацездатний вік |
| -------- | ------- | ------------------ | ---------------- | -------------------- |
| Чоловіки | 394     | 79                 | 275              | 40                   |
| Жінки    | 438     | 115                | 230              | 93                   |
| Разом    | 832     | 194                | 505              | 133                  |